# X-Men Origins: Wolverine
X-Men Origins: Wolverine ist ein US-amerikanischer Actionfilm über die Herkunft der Comicfigur Wolverine aus der Reihe X-Men von Marvel Comics. Er erschien im Verleih von 20th Century Fox am 29. April 2009 in Deutschland und am 1. Mai in den Vereinigten Staaten. Regie führte Gavin Hood. Wie schon in den ersten drei X-Men-Filmen, zu denen sich dieser Film als Prequel versteht, spielt Hugh Jackman die Hauptrolle.

## Handlung
In Kanada im Jahr 1845 wird der junge James Howlett Zeuge, wie Thomas Logan seinen vermeintlichen Vater erschießt. Im Zorn tötet er den Schützen mit Knochenkrallen, die aus seinen Fingerknöcheln hervortreten. Im Sterben offenbart dieser, dass er James leiblicher Vater ist. Daraufhin flüchtet er mit seinem Freund Victor Creed, dem Sohn von Thomas Logan und somit James’ Halbbruder. In den folgenden Jahren nimmt James den Namen Logan an und kämpft mit Creed im Amerikanischen Bürgerkrieg, dem Ersten und Zweiten Weltkrieg und in Vietnam. Dort werden sie nach Victors Angriff auf seinen Vorgesetzten vor ein Erschießungskommando gestellt, überleben aber dank ihrer Selbstheilungskräfte. Der Major William Stryker taucht auf und nimmt sie als Mitglieder in seinem Mutantenteam auf. Nach einer Mission in Nigeria trennt sich Logan vom Team.
Sechs Jahre später arbeitet Logan als Holzfäller und lebt mit seiner Freundin Kayla Silverfox zusammen. Stryker besucht ihn, um ihm seine alte Stelle anzubieten, doch Logan lehnt ab. Später taucht Creed auf und tötet allem Anschein nach Kayla. Es kommt zum Kampf zwischen Logan und seinem Bruder, der letztendlich als Sieger hervorgeht. Stryker bittet Logan um Hilfe gegen den abtrünnigen Creed, der schon andere ehemalige Mitglieder des Mutantenteams getötet hat. Logan willigt ein und Stryker lässt sein Skelett mit Adamantium überziehen. Als Logan mitbekommt, dass auch sein Gedächtnis gelöscht werden soll, flieht er und findet Zuflucht bei einem älteren Farmer-Ehepaar. Dieses wird von Strykers Gefolgsmann Zero getötet, der Jagd auf Logan macht. Logan rächt das Ehepaar, indem er Zeros Hubschrauber zerstört und Zero in dem brennenden und explodierenden Wrack zurücklässt.
In Las Vegas trifft Logan seine ehemaligen Teamkollegen John Wraith und Fred Dukes. Logan erfährt, dass Stryker ein Mutantengefängnis auf einer Insel errichtet hat, aus dem bisher nur Remy LeBeau alias Gambit entkommen konnte. Logan und Wraith spüren diesen in einem Casino auf. Während Wraith im Hinterhof auf Creed trifft und nach einem kurzen Kampf stirbt, kommt es drinnen zur Eskalation zwischen Logan und LeBeau. Dieser katapultiert Logan mit seiner Mutantenfähigkeit durch die Wand des Casinos in den Hinterhof, wo Logan Creeds Mord an Wraith sieht. Es kommt erneut zum Kampf zwischen den beiden Brüdern. Diesen kann Logan für sich entscheiden, doch Victor entkommt. Anschließend besiegt Logan auch Gambit.
Mit Gambits Hilfe gelangt Logan zum Gefängnis auf dem Gelände des Atomkraftwerks Three Mile Island. Dort trifft er wieder auf Kayla, deren Tod nur eine Finte war, damit er wieder für Stryker arbeite. Stryker zwang Kayla dazu, indem er ihre Schwester Emma auf der Insel festhält. Als Kayla Logan nacheilen will, um ihm dies zu sagen, hält Creed sie auf. Als Logan sie schreien hört, kommt er zurück und stellt Creed. Es kommt zum dritten Kampf der Brüder, den erneut Wolverine gewinnt. Am Ende verschont er Creed, da Kayla ihm eindringlich klarmacht, dass er – im Gegensatz zu Creed – kein Tier ist. Gemeinsam befreien Logan und Kayla die gefangenen Mutanten. Um Logan aufzuhalten, aktiviert Stryker Waffe XI, auch „Deadpool“ genannt. Während Logan und Deadpool kämpfen, fliehen die befreiten Mutanten unter der Führung von Cyclops und Emma zu einem Hubschrauber, den Professor Xavier auf die Insel gebracht hat.
Im Kampf gegen Deadpool bekommt Logan überraschend Unterstützung von Creed. Gemeinsam enthaupten sie Deadpool und Creed flieht von der Insel. Bei Logans Versuch, die verletzte Kayla zu retten, schießt Stryker ihm eine Adamantiumkugel in den Kopf. Zwar stirbt Logan nicht, verliert jedoch seine Erinnerungen. Bevor Kayla stirbt, hypnotisiert sie Stryker, der sie erschießen will, und befiehlt ihm fortzugehen, bis ihm die Füße bluten. Gambit kehrt zurück, um Wolverine von der Rettung der Mutanten zu berichten, dieser erkennt ihn jedoch aufgrund seines Gedächtnisverlustes nicht. Wolverine flieht daraufhin alleine, während Polizei und Rettungskräfte auf dem zerstörten Kraftwerksgelände eintreffen.
Stryker schlurft völlig apathisch und desorientiert eine Landstraße entlang, bis die Militärpolizei auftaucht und ihn verhaftet.
Es gibt zwei verschiedene Post-Credit-Szenen, die von Kino zu Kino unterschiedlich liefen. In der einen sieht man, dass Deadpool noch lebt. In der anderen sitzt Wolverine in einer Bar in Japan. Diese Szene ist der Übergang zur Fortsetzung Wolverine: Weg des Kriegers, die in Japan spielt.

## Synchronisation
Die deutsche Synchronisation entstand nach einem Dialogbuch und unter der Dialogregie von Tobias Meister im Auftrag der Berliner Interopa Film GmbH.
| Darsteller              | Sprecher              | Rolle                              |
| ----------------------- | --------------------- | ---------------------------------- |
| Hugh Jackman            | Thomas Nero Wolff     | Logan / Wolverine                  |
| Liev Schreiber          | Marco Kröger          | Victor Creed / Sabretooth          |
| Septimus Caton          | Peter Lontzek         | Barkeeper                          |
| Adelaide Clemens        | Julia Stoepel         | Carnival Girl                      |
| Matthew Dale            | Rainer Doering        | Chirurg                            |
| Dominic Monaghan        | Tommy Morgenstern     | Chris Bradley / Bolt               |
| Daniel Henney           | Markus Pfeiffer       | David North / Agent Zero           |
| David Ritchie           | Werner Ziebig         | Dr. Abraham Cornelius              |
| Asher Keddie            | Victoria Sturm        | Dr. Carol Frost                    |
| Alice Parkinson         | Sabine Arnhold        | Elizabeth Howlett                  |
| Kevin Durand            | Detlef Bierstedt      | Frederick J. Dukes / The Blob      |
| Danny Huston            | K.Dieter Klebsch      | Col. William Stryker               |
| Stephen Leeder          | Joachim Siebenschuh   | General Munson                     |
| Julia Blake             | Maresi Bischoff-Hanft | Heather Hudson                     |
| Troye Sivan             | Leo Vornberger        | James Howlett                      |
| Peter O’Brien           | Oliver Siebeck        | John Howlett                       |
| William James Adams Jr. | Charles Rettinghaus   | John Wraith                        |
| Lynn Collins            | Melanie Hinze         | Kayla Silverfox                    |
| Tahyna MacManus         | Magdalena Turba       | Kaylas Schwester / Emma Frost      |
| Hakeem Kae-Kazim        | Tilo Schmitz          | nigerianischer Geschäftsmann       |
| Daniel Negreanu         | Patric Tavanti        | Pokerspieler                       |
| Patrick Stewart         | Rolf Schult           | Prof. Charles Xavier / Professor X |
| Taylor Kitsch           | Frank Schaff          | Remy LeBeau / Gambit               |
| Tim Pocock              | Tobias Nath           | Scott Summers / Cyclops            |
| Alison Araya            | Zoraya Lopez          | Spanischlehrerin                   |
| John Shrimpton          | Christoph Banken      | Strykers Assistent                 |
| Aaron Jeffery           | Gerald Paradies       | Thomas Logan                       |
| Max Cullen              | Horst Lampe           | Travis Hudson                      |
| Michael-James Olsen     | Christian Zeiger      | Victor Creed (jung)                |
| Tom O’Sullivan          | Stefan Fredrich       | Vorarbeiter                        |
| Ryan Reynolds           | Dennis Schmidt-Foß    | Wade Wilson / Deadpool             |

## Abweichungen zu anderen Veröffentlichungen

### Unterschiede zu anderen X-Men-Filmen
- Im ersten X-Men-Teil übernahm Tyler Mane die Rolle des Sabretooth. Er verkörperte eine spätere, wildere Version des Charakters. Eine familiäre Verbindung zwischen Wolverine und Sabretooth wurde nicht thematisiert.
- In X-Men: Erste Entscheidung, der zeitlich vor X-Men Origins: Wolverine spielt, erleidet Charles Xavier durch einen Schuss in den Rücken eine Querschnittslähmung. In X-Men Origins: Wolverine kann er jedoch noch laufen.
- In X-Men: Apocalypse, der durch die Ereignisse in X-Men: Zukunft ist Vergangenheit allerdings in einer abgeänderten Zeitlinie spielt, wird Scott Summers (Cyclops) durch seinen Bruder Havok zum X Institute gebracht, in X-Men Origins: Wolverine wird er durch Wolverine aus der Einrichtung befreit und anschließend von Charles Xavier abgeholt.

### Unterschiede zu den Comics
- In den Comics stammt Wolverines Amnesie von seinen Selbstheilungskräften, die auch seinen Geist „verarzten“ und die traumatische Erinnerung an seine qualvolle Operation vergessen ließen. Im Film dagegen ist sie eine Folge der Schussverletzung am Kopf, die Stryker ihm zufügt.
- Dass Sabretooth Wolverines Halbbruder ist, ist eine Interpretation des Films, nicht der Comics.
- Deadpool ist im Film anders dargestellt: er hat hier mehr Fähigkeiten und handelt nicht selbstständig. Zudem ist er nicht mehr in der Lage zu sprechen, während der Comic-Deadpool für sein außerordentlich loses Mundwerk bekannt ist.

### Alternatives Ende in Deadpool 2
- Im Abspann von Deadpool 2 ist zu sehen, wie Negasonic Teenage Warhead und Yukio das Zeitreisegerät von Cable reparieren und einer alternativen Version von Wade Wilson alias Deadpool geben. Mit dem Gerät reist er in der Zeit zurück und rettet zunächst seine Freundin Vanessa Carlysle. Anschließend nutzt er seine Zeitmaschine erneut, um die im vorliegenden Film benutzte Version von Wade Wilson alias Deadpool alias Waffe XI mit einem Kopfschuss hinzurichten, bevor es zum finalen Kampf zwischen Wolverine und Wade käme. Der alternative Deadpool begründet seine Tat damit, dass er die Zeitlinien wieder geraderücken möchte. Außerdem bittet der zeitreisende Deadpool Wolverine darum, seine Klauen nicht endgültig an den Nagel zu hängen, sondern mit ihm in ferner Zukunft die Welt zu retten.

## Spiel zum Film
Im selben Jahr kam das gleichnamige, von Activision produzierte Videospiel X-Men Origins: Wolverine für PC, PlayStation 3, PlayStation 2, Xbox 360, Wii, sowie PSP und Nintendo DS auf den Markt. Da die Grafik für PC, PlayStation 3 und Xbox 360 zu detailliert war, und das Spiel sehr brutal und gewaltverherrlichend ist, wurden die entsprechenden Versionen nach kurzer Zeit in Deutschland von der BPjM auf Liste B indiziert.

## Produktion

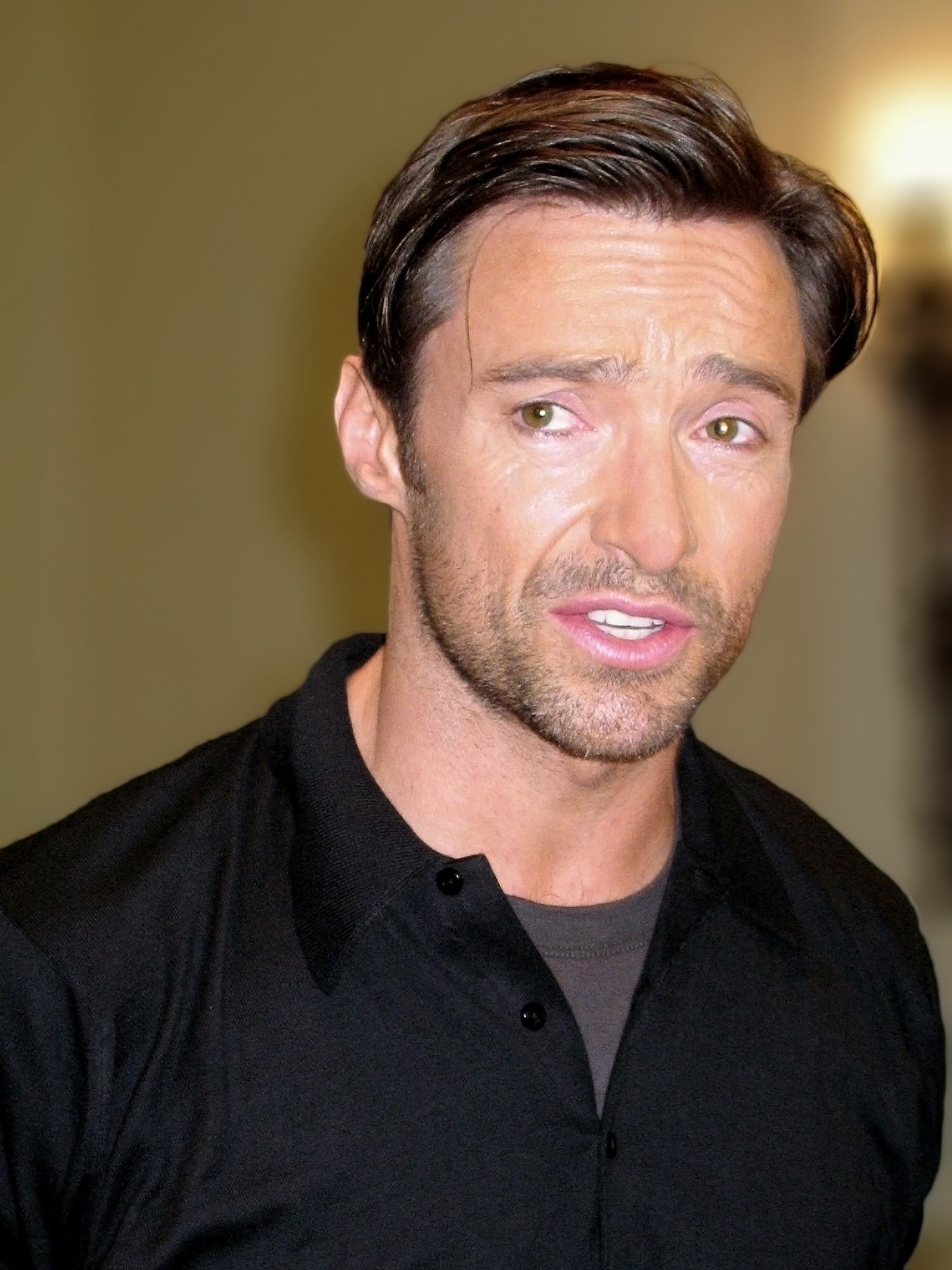
Hugh Jackman auf einer Pressekonferenz zum Film (2009)

### Entwicklung
David Benioff wurde im Oktober 2004 engagiert, um das Drehbuch zum Film zu verfassen. Als Inspiration dienten ihm unter anderem Barry Windsor-Smiths Weapon X von 1991 sowie Chris Claremonts und Frank Millers limitierte Serie über den Charakter von 1982. Zudem arbeitete Hugh Jackman an dem Script mit, um Wolverine mehr an den Filmcharakter aus X-Men anzugleichen. Benioff hatte eine „düstere und ein bisschen brutalere“ Geschichte mit dem US-amerikanischen R-Rating (Einlass unter 17 Jahren nur mit erziehungsberechtigter Begleitung) im Sinn, gestand aber, dass das bei Regisseur und Produzenten liege. Jackman seinerseits sah keinen Grund für diese Einstufung.
Nachdem Deadpool 2003 von New Line Cinema als eigene Verfilmung geplant wurde, durchkreuzten die Arbeiten an Blade: Trinity dieses Vorhaben und Benioff begann, den Charakter in das Script einzuarbeiten. Der Charakter Gambit sollte schon zuvor in verschiedenen X-Men-Teilen vorkommen, schaffte es aber erst in X-Men Origins: Wolverine durch Jackmans Sympathie für diese Figur. Nachdem David Ayer das Script überarbeitet hatte, stellte Benioff seinen Entwurf im Oktober 2006 fertig. Vor dem Autorenstreik 2007/2008 wurden James Vanderbilt und Scott Silver angeheuert, um die endgültige Version des Drehbuchs anzufertigen.
Gavin Hood wurde im Juli 2007 als Regisseur des Films vorgestellt, der 2008 erscheinen sollte. Zuvor waren die Regisseure Bryan Singer und Brett Ratner im Gespräch, die bereits in den ersten beiden Teilen bzw. dem letzten Teil der X-Men-Reihe Regie geführt hatten. Außerdem interessierten sich Alexandre Aja (Mirrors) und Len Wiseman (Stirb langsam 4.0) für den Film. Zack Snyder lehnte eine Rolle als Regisseur wegen seiner Arbeit an Watchmen ab. Im Oktober 2008 gab Fox dann den endgültigen Erscheinungstermin bekannt.

### Dreharbeiten
Die Drehvorbereitungen begannen Ende 2007 in den Fox Studios Australia, Sydney. Der eigentliche Dreh begann schließlich am 18. Januar 2008 in Neuseeland. Danach wurden die Dreharbeiten in Los Angeles und New Orleans fortgesetzt; einige Schlüsselszenen entstanden in Vancouver. Das Motiv zu Strykers Anwesen befindet sich auf Cockatoo Island, einer Insel des Sydney Harbour. Die Dreharbeiten endeten am 23. Mai 2008.
Nachdem die vorherigen X-Men-Filme in Toronto und Vancouver entstanden waren, entschied sich Jackman bewusst für Neuseeland als Hauptort der Dreharbeiten: „Eine Herausforderung bestand darin, für dieses Abenteuer eine neue Heimat zu finden, einen neuen Produktionsort. Obwohl ich mich dem Stil der Vorgängerfilme verpflichtet fühle, wollte ich auch, dass unsere Produktion imposanter und anders aussieht. […] Neuseeland hat etwas Unwirkliches. Es ist irgendwie magisch. Das half uns, unsere Welt zu kreieren und dem Film seine Realität zu geben.“

## Fortsetzungen
Hugh Jackman und John Palermo produzierten eine Fortsetzung, die den Titel Wolverine: Weg des Kriegers (2013) trägt.
Der Film, der in Zusammenarbeit mit 20th Century Fox entwickelt wurde, konzentriert sich auf die Samurai-Geschichte aus der Comicserie.
In den Comics besitzt Logan Erinnerungen an eine Zeit als Samurai in Japan, durch implantierte Erinnerungen im Rahmen des Weapon-X-Programms ist die Authentizität dieser Erinnerungen allerdings umstritten. Am 16. Juni 2011 bestätigte man, einen Ersatz für den Regisseur Darren Aronofsky gefunden zu haben, nämlich James Mangold, der u. a. in den Filmen Walk the Line und Knight and Day Regie führte.
Mit Ryan Reynolds, Darsteller des Wade Wilson/Deadpool, produzierte man 2016 einen gleichnamigen Spielfilm. Im Gegensatz zu dem Deadpool aus X-Men Origins: Wolverine, handelt es sich bei diesem um einen anfangs normalen Menschen. Erst nach einem Eingriff wurde bei diesem eine Mutation ausgelöst. Dadurch bekam er übernatürliche Selbstheilung.
Im März 2017 erschien mit Logan – The Wolverine, erneut inszeniert von James Mangold, ein weiterer Teil der Reihe. Als Teil des Marvel Cinematic Universe wurde 2024 Deadpool & Wolverine veröffentlicht.

## Kritiken
Andreas Borcholte schrieb im Spiegel, für die eigentlich haarsträubende Geschichte, die Drehbuchautor David Benioff auf Grundlage der Comic-Erzählung ‚Waffe X‘ geschrieben hat, wirkten sowohl der Film als auch der Hauptdarsteller viel zu glatt. Oberflächlich sei X-Men Origins: Wolverine „natürlich ein solides Hollywood-Produkt voller Suspense und Schauwerte. Aber es gibt eben auch viele verpasste Chancen. Viel zu schematisch werden die Eskalations-Stufen gezündet.“
Fritz Göttler von der Süddeutschen Zeitung meinte, der Zuschauer dürfe „keine wirklich konsistente Erklärung erwarten, keine Psycho-Analyse eines pathologischen Einzelkämpfers mit adamantiumgestähltem Körper und scharfen Krallen, im Kampf gegen Rassismus und Aggressivität. Der seinen Körper bemerkenswert leicht regenerieren kann, aber hilflos ist gegen das Spiel der Erinnerungen.“
Die Cinema schrieb, dass „die Action-Sequenzen begeistern und das weibliche Publikum […] angesichts des muskulösen Oberkörpers von Hugh Jackman johlen [würde]. Aber jenseits der Schauwerte ist der Film leider eine Enttäuschung – vor allem wenn man vergleicht, wie es dem neuen ‚Star Trek‘-Film gelingt, gewaltige Bilder zu erzeugen und eine packende Geschichte zu erzählen. Fazit: Actionreiche Comicadaption mit tollen Schauwerten, aber simpler Geschichte, die den Zuschauer nicht so richtig begeistern kann.“
Steve Buchta bemängelte in der Widescreen den fehlenden „ethisch-moralische[n] Unterton der X-Men-Trilogie“. Der Film überzeuge jedoch als „Vehikel für coole Action und ansprechendes Popcorn-Kino.“

## Vorzeitig verfügbare Arbeitskopie
Am 31. März 2009 tauchte eine Workprint-Version des Films mit DVD-Qualität im Internet auf. 20th Century Fox gab den Fall an das FBI weiter, dieses beschlagnahmte zahlreiche Server in Dallas. Bei der Arbeitskopie handelte es sich nach Angaben des Filmstudios „um eine unvollständige, gestohlene und frühe Version“, bei der zahlreiche Effekte fehlen. „Zudem fehlen einige für die Endfassung angedachte Szenen, und sie beinhaltet ungeschnittene Szenen sowie übergangsweise verwendete Sounds und Musik.“ Entgegen diesen offiziellen Aussagen enthielt die Kinofassung des Films keine weiteren Szenen. Die Version enthielt Hinweise für die Herkunft aus den australischen Rising Sun Pictures. Dieses Spezialeffekte-Unternehmen stritt jedoch ab, die undichte Stelle zu sein, mit dem Hinweis, nie eine derartige vollständige Fassung des Films zur Verfügung gehabt zu haben.
Nachdem der Film anfangs auf verschiedenen Sharehostern wie Rapidshare zur Verfügung stand, bemühten sich die Rechteinhaber um eine zügige Löschung des Films. Darauf wurden die meisten Kopien über das Usenet verteilt. Am ersten Tag sei der Film über 75.000 Mal heruntergeladen worden; Fox schätzte die gesamte Download-Anzahl auf etwa 4,5 Millionen.
Roger Friedman, ein Klatsch-Reporter bei Fox News, wurde gefeuert, nachdem er eine Vorabfilmrezension auf Grundlage der Arbeitsfassung gemacht hatte. Darin beschrieb er auch, wie einfach es gewesen sei, an die Workprintfassung zu gelangen, obwohl die ursprüngliche Quelle längst offline gegangen war. Der Artikel wurde umgehend wieder aus dem Netz entfernt.

## Erfolg
Am Tag der US-Premiere spielte Wolverine 35 Millionen US-Dollar ein. Damit positioniert sich der Film im X-Men-Franchise hinter X-Men: Der letzte Widerstand, der 2006 45,1 Millionen US-Dollar einspielte.